# Diego Zucchinetti
Diego Zucchinetti (zweite Hälfte des 18. Jahrhunderts – ?) war ein italienischer Komponist der Klassik.

## Leben
Er entstammte möglicherweise der Musikerfamilie Zucchinetti um den Komponisten Giovanni Bernardo Zucchinetti, das genaue Verwandtschaftsverhältnis ist aber ungeklärt. Wahrscheinlich 1769 oder 1770 geboren studierte Diego Zucchinetti am Conservatorio della Pietà de’ Turchini in der Rua Catalana in Neapel. Zu seinen Lehrern zählten wohl Lorenzo Fago, Pasquale Cafaro und Giacomo Tritto. Als Komponist in der Tradition der neapolitanischen Schule komponierte er Instrumental- und Vokalmusik. Seine Musik war stark vom Opern-Stil und Belcanto beeinflusst.

## Werk
- Tre Sonate per Cembalo o Pianoforte, con Flauto o Violino obbligato (ca. 1794) veröffentlicht 1794 bei Naderman in Paris als Op. 1[Digitalisat 1].  Nr. 1: I Allegro moderato II Larghetto Cantabile III Rondo. Nr. 2: I Allegro moderato II Tema con variazioni III Allegretto. Nr. 3: I Allegro II Larghetto III Rondo[2]
- Regina caeli[Digitalisat 2]

Die Biblioteca Nazionale Braidense, die Biblioteca del Conservatorio di Musica Santa Cecilia in Rom und die Biblioteca capitolare del Duomo in Monza besitzen diverse Manuskripte Diego Zucchinettis:
- Luci tenere vi adoro, Quartetto buffo für Sopran, Tenor und zwei Bässe mit Orchester, Francesca Flaviani gewidmet
- 4 Messen: Messe brevi a 4 voci, mit Kyrie und Gloria (C-Dur, Es-Dur, G-Dur,D-Dur) und zwei Credo-Vertonungen (F-Dur, D-Dur)
- Thema mit zwei Variationen für Cembalo G-Dur[4]
- Rondo für Klavier G-Dur
- Sonata für Cembalo D-Dur
- Nonna per il Natale (Weihnachtsmärchen) für zwei Soprane, Bass und Orchester

## Werkausgaben
- Ivano Bettin, Jacopo Columbro (Hrsg.): Diego Zucchinetti: Three Sonatas for the harpsichord or pianoforte with violin or flute (= Instrumental Music. Nr. 16). Società Editrice di Musicologia, Rom 2017, ISMN 979-0-705-06163-5 (Suche im WorldCat) (eingeschränkte Vorschau in der Google-Buchsuche).[5]

## Digitalisate
1. ↑  3 Sonatas, Op.1: Noten und Audiodateien im International Music Score Library Project
2. ↑  Regina caeli: Noten und Audiodateien im International Music Score Library Project